# Château de Wolfegg
Le château de Wolfegg (Schloss Wolfegg en allemand) est un château de la Renaissance situé près de la ville de Wolfegg en Haute-Souabe dans le Sud-Ouest de l'Allemagne. Il s'agit du château ancestral de la famille de Waldburg-Wolfegg, qui y habite encore aujourd'hui.

## Bâtiments
Le bâtiment principal du château est constitué de quatre ailes arrangées en rectangle avec des tours dans les coins. Son style et sa conception extérieurs sont remonte au sénéchal Jacob II de Waldburg (1546-1589) et de sa femme Johanna (1548-1613). Après qu'un incendie en 1578 détruit l'ancien bâtiment, il entreprennent la construction d'un nouveau château. Quelques parties de celui-ci sont toutefois détruite en 1646, lorsque des troupes suédoises menées par Carl Gustaf Wrangel saccagent l'endroit et y mettent feu à la fin de la guerre de Trente Ans.
Le propriétaire d'alors, Maximilian Willibald de Waldburg-Wolfegg étant à court de fonds, la restauration du château est repoussée en 1651. Entre 1691 et 1700 le sculpteur et plâtrier Balthasar Kimmer de Wangen (1653-1702) rénove l'intérieur des pièces pour des fonctions officielles et représentatives. Au XVIIIe siècle quelques chambres d'invités sont décorées selon un style Rococo. À la fin du XIXe siècle le château est à nouveau entièrement rénové. Les salles à manger sont totalement redécorées et la chapelle du château est remodelée à la mode Néogothique.

## Utilisation

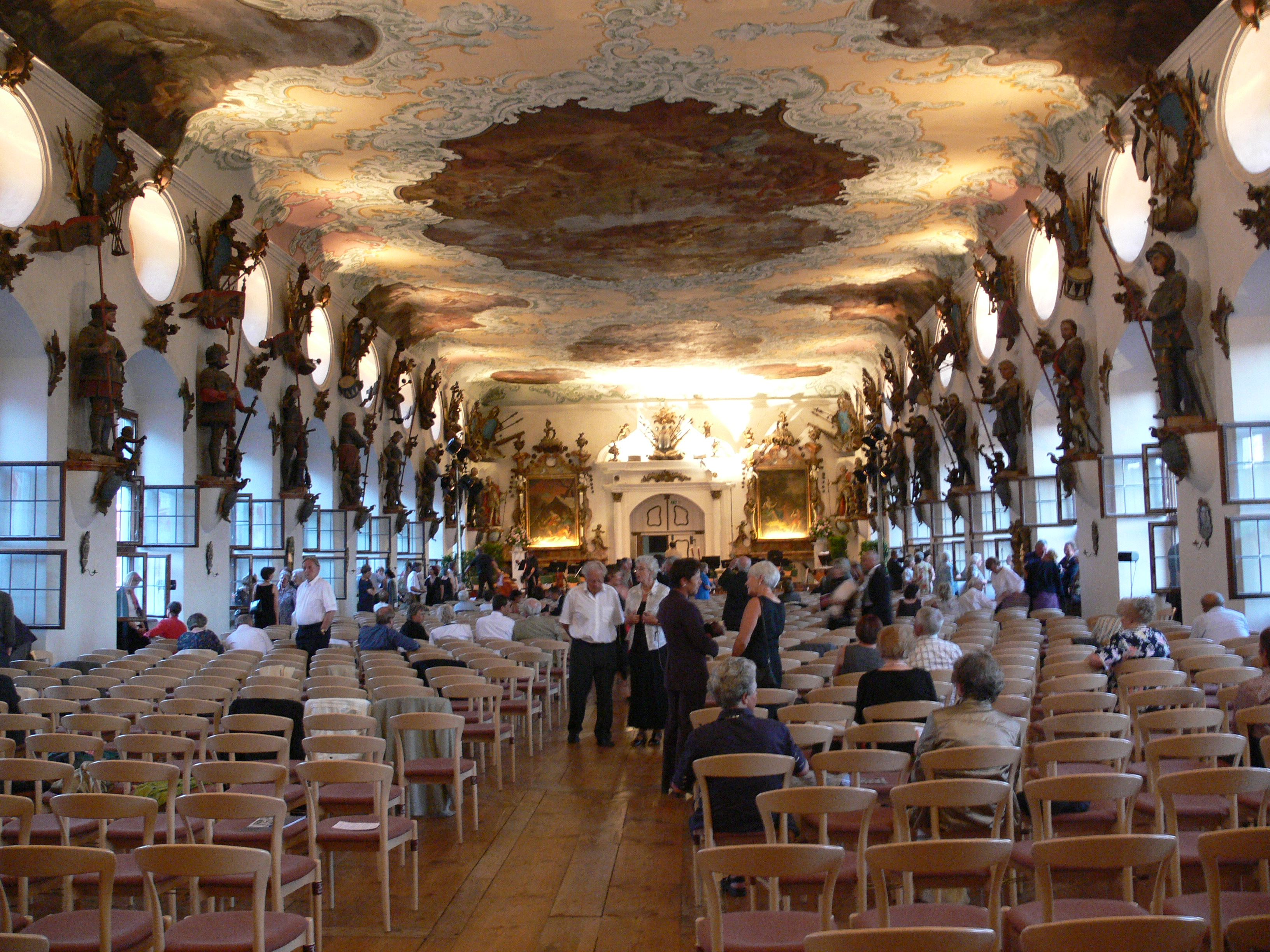
De nos jours des concerts internationaux de musique classique se tiennent une à deux fois par an dans la splendide salle du roi, photographiée ici en 2005.

Le château, qui est toujours occupé par les membres de la famille Waldburg-Wolfegg, est habituellement fermé au public. Cependant une à deux fois par an, des concerts publics sont dispensés dans l'enceinte du château pendant lesquels les visiteurs peuvent accéder à quelques pièces du château, en particulier le Rittersaal, la salle du roi. Cette salle est un large hall de style Baroque, présentant vingt-quatre sculptures en bois grandeur nature et de grands miroirs de plafond. Elle est considérée comme l'une des pièces les plus originales de la période baroque en Allemagne. En plus de ces salles utilisées pour des concerts, des visites guidées à travers d'autres parties du château peuvent être proposées à cette occasion.
En mai 2016, la fondation du monument de Bade-Wurtemberg, un fondation pour la préservation des monuments historiques de Bade-Wurtemberg, qualifie la salle du roi du château de Wolfegg comme monument historique du mois.
Le château héberge également le Wolfegger Kabinett, une grande collection d'arts graphiques de la fin du Moyen Âge et de la Renaissance.

## Découverte d'une carte qui nomme l'Amérique
En avril 1507 un millier de copies de la carte du monde murale des cartographes allemands Martin Waldseemüller et Mathias Ringmann sont imprimées. Sur celle-ci le continent et le nom « Amérique » apparaissent pour la première fois. En raison du développement rapide de la cartographie à cette époque, ces copies ont rapidement été remplacées par des éditions plus détailles, de telle sorte que cette version est rapidement tombée dans l'oubli et que ces premières mentions ont été perdues avec le temps.
Tout ceci était inconnu jusqu'à ce que l'une de ces copies originales soient redécouvertes en 1901 par l'historien et le cartographe Joseph Fischer dans la bibliothèque du château de Wolfegg, le Wolfegger Kabinett. L'exemplaire mesure 2,4 mètres de large sur 1,4 mètre de haut et est en très bon état. Elle était à l'origine la propriété de Johann Schöner, un astronome, géographe et cartographe de la ville libre d'Empire de Nuremberg. La famille de Waldburg-Wolfegg en fait par la suite l'acquisition et elle demeure cachée dans leurs archives pendant près de 250 ans. En 2001 la Bibliothèque du Congrès des États-Unis rachète la carte à la famille Waldburg-Wolfegg pour une dizaine de millions de dollars.